# Hamburger Bank
Hamburger Bank var en bank i Hamburg som var verksam 1619-1875 med huvudkontor i Hamburgs rådhus. 
Den grundades av stadens råd som växelkontor, girobank och kreditbank för stadens köpmän. Banken grundades 1619 med Amsterdamsche Wisselbank som förebild och skulle förbättra valutastabiliteten och underlätta handeln. Bankens grundkapital kom från engelska handelsmän och de portugisiska och nederländska trosflyktingar som slagit sig ner i staden. Hamburger Bank genomgick flera kriser, främst genom krediter utan täckning och under den franska ockupationen 1811-1814 plundrades banken. Hamburger Bank kom att upphöra 1875 som en följd av Tysklands enande då verksamheten togs över av Tysklands riksbank Reichsbank. 
Hamburger Bank skapade också Hamburger Banco (Mark Banco) som var en ren räknevaluta. Den motsvarande en viss silvervikt och detta bestämda värde gjorde att den kom användas inom storhandeln. 